# Авлос

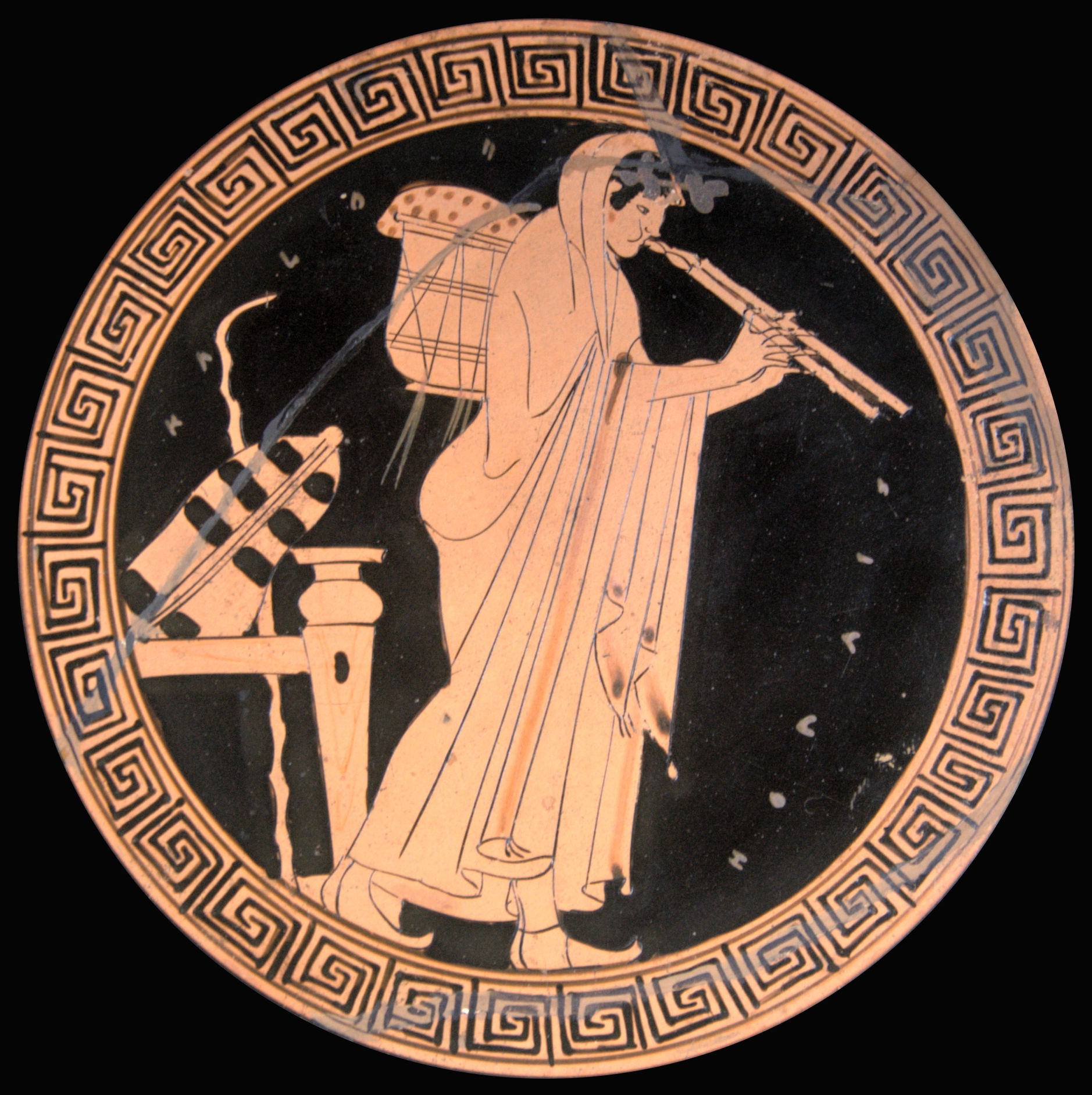
Гравець на авлосі, гончар Брігос, 490 до н. е.

Авло́с (грец. αύλός) — музичний інструмент типу сопілки з подвійним язичком, за звучанням близький до гобоя.
Був поширений в Передній Азії і Стародавній Греції як сольний і супровідний інструмент. Гра на авлосі використовувалась в античній трагедії, під час принесення жертв, у військовій музиці (наприклад, у Спарті). Авлос був успадкований у греків Стародавнім Римом, де існував під назвою тибії (лат. tibia).